# Игумнов, Иван Николаевич
Ива́н Никола́евич Игу́мнов (род. 29 июня 1996, Москва) — российский хоккеист, нападающий. Игрок омского «Авангарда», выступающего в КХЛ.

## Карьера
Воспитанник московского хоккея. На юношеском уровне выступал за столичные команды «Спорт-Центр» и ДЮСШ «Русь», после которых закрепился в составе школы «Динамо» им. А. И. Чернышева. После выпуска из динамовской школы начал выступать на профессиональном уровне за молодёжную ХК МВД, в составе которой, в свой дебютный сезон, завоевал серебряные медали регулярного чемпионата.
Сезон 2015/16 стал для Ивана Игумнова прорывным. Помимо дебюта в ВХЛ за фарм-клуб «Динамо (Балашиха)», игрок дебютировал и в КХЛ за основу «Динамо», это событие пришлось на гостевую встречу динамовцев против питерского СКА. 4 января 2016 года, уже в домашней встрече «Динамо» против СКА, Игумнов забросил свою первую шайбу в карьере на уровне КХЛ. В сезоне 2016/2017 в составе фарм-клуба бело-голубых, Иван Игумнов стал победителем Чемпионата ВХЛ и Обладателем Кубка Братина.

## Международная карьера
В апреле 2019 года впервые был вызван под флаг Олимпийской сборной России, в составе которой принял участие в международном турнире Кубок Алроса, проходившем в Санкт-Петербурге. В ноябре и декабре того же года, в составе Олимпийской сборной, принял участие в международном турнире в Германии, проходившем в городе Крефельд, а также в турнире NaturEnergie Challenge, проходившем в швейцарском городе Фисп.
В 2020 году, в составе сборной России, принял участие в шведском этапе Еврохоккейтура.

## Статистика
| Легенда | Легенда                    | Легенда | Легенда                   | Легенда | Легенда    |
| ------- | -------------------------- | ------- | ------------------------- | ------- | ---------- |
| И       | Количество проведённых игр | Штр     | Штрафное время            | +/−     | Плюс-минус |
| Г       | Голы                       | П       | Голевые передачи          | О       | Очки       |
| -       | Статистика неизвестна      | —       | Статистика не учитывалась |         |            |

## Достижения
- Серебряный призёр Мирового кубка Вызова — 2013
- Серебряный призёр регулярного чемпионата МХЛ в сезоне 2013/2014
- Обладатель Кубка Братины в сезоне 2015/2016